# 袁梦
袁梦（1986年5月9日—），中华人民共和国的网球選手。她赢得了四次ITF单打冠军和一个ITF双打冠军。